# Bob Karp
Robert Louis Karp, detto Bob (1911 – 1975), è stato un fumettista statunitense.
Iniziò a lavorare per la The Walt Disney Company negli anni trenta. Dal 7 febbraio 1938 al 1974, sceneggiò le strisce giornaliere con protagonista Paperino, illustrate da Al Taliaferro (fino al 1969, anno della sua morte) e da Frank Grundeen poi; dal 10 dicembre 1939 scrisse anche per la relativa tavola domenicale. Con il lavoro su Donald Duck contribuì all'esordio sulla carta stampata di personaggi storici come Paperina, Nonna Papera, Ciccio e Pico De Paperis.
Tra il 1942 e il 1943 contribuì anche alla sceneggiatura di strisce autoconclusive di Topolino ad opera di Floyd Gottfredson.
Dal 1946 al 1950, scrisse la striscia The Middles, disegnata da suo fratello Lynn Karp.